# Viktorija Senkutė
Viktorija Senkutė, née le 12 avril 1996 à Trakai, est une rameuse et coureuse cycliste lituanienne. Elle est médaillée de bronze en individuel aux Jeux olympiques d'été de 2024.

## Carrière
Elle est diplômée de l'université du Centre de la Floride. À l'âge de 15 ans, on lui diagnostique de l'épilepsie.
Elle fait ses débuts mondiaux aux Championnats du monde juniors en 2013 avant de remporter sa première médaille internationale lors des Championnats d'Europe jeunesse 2018 avec le bronze en deux de couple. En 2019, après avoir terminé 26e des Championnats du monde, la fédération lituanienne lui supprime ses subventions et elle décide de se retirer de l'aviron pour se tourner vers le cyclisme. En 2021, elle se classe deuxième du championnat de Lituanie du contre-la-montre et participe aux championnats d'Europe de cyclisme sur route. Finalement, lorsque la tête de la Fédération est reprise par l'ancien champion Mindaugas Griškonis et Saulius Ritter, il lui est demandé de revenir.
Lors de l'étape de la Coupe du monde à Lucerne en 2024, elle atteint la finale en skiff.
Aux Jeux olympiques d'été de 2024, Senkutė remporte la première médaille de la Lituanie durant ces Jeux en terminant sur la troisième marche du podium en skiff. C'est également la première fois qu'une athlète lituanienne est médaillée en aviron..

## Palmarès en cyclisme
- 2021
  - 2e du championnat de Lituanie du contre-la-montre